# Zoot Sims and the Gershwin Brothers
Zoot Sims and the Gershwin Brothers è un album di Zoot Sims, pubblicato dalla Pablo Records nel 1975. Il disco fu registrato il 6 giugno del 1975 a New York City, new York (Stati Uniti).

## Tracce
Brani composti da George Gershwin e Ira Gershwin
Lato A
1. The Man I Love – 6:20
2. How Long Has This Been Going On – 2:13
3. Lady Be Good – 4:30
4. I've Got a Crash on You – 2:58
5. I Got Rhythm – 7:05

Lato B
1. Embraceable You – 4:46
2. 'S Wonderful – 4:33
3. Someone to Watch Over Me – 3:40
4. Isn't it a Pity – 3:23
5. Summertime – 5:20

Edizione CD del 1990, pubblicato dalla Original Jazz Classics Records
Brani composti da George Gershwin e Ira Gershwin
1. The Man I Love – 6:20
2. How Long Has This Been Going On – 2:11
3. Oh Lady Be Good – 4:33
4. I've Got a Crash on You – 2:55
5. I Got Rhythm – 6:59
6. Embraceable You – 4:45
7. 'S Wonderful – 4:35
8. Someone to Watch Over Me – 3:40
9. Isn't It a Pity – 3:22
10. Summertime – 5:20
11. They Can't Take That Away from Me (Bonus Track) – 4:31

## Musicisti
- Zoot Sims - sassofono tenore
- Oscar Peterson - pianoforte
- Joe Pass - chitarra
- George Mraz - contrabbasso
- Grady Tate - batteria[3]